# Sintesi di Paal-Knorr
La sintesi di Paal-Knorr è una reazione di chimica organica per sintetizzare furano, pirrolo e tiofene dagli 1,4-dichetoni ideata nel 1884 dai chimici tedeschi Carl Paal e Ludwig Knorr.
Inizialmente messa a punto solo per ottenere il furano, è stata in seguito adattata anche per gli altri due prodotti. Il meccanismo di reazione esatto è rimasto sconosciuto fino agli anni '90.
- Per sintetizzare il furano è necessaria una catalisi acida con acido cloridrico o acido solforico, e un agente disidratante (per esempio il cloruro di zinco):

- Per sintetizzare il pirrolo oltre all'1,4-dichetone come reagente si utilizza ammoniaca o un'ammina primaria:

- Invece per il tiofene come secondo reagente si utilizza il pentasolfuro di fosforo (P2S5):

## Meccanismo di reazione
La reazione di Paal-Knorr è piuttosto versatile. Al posto delle catene alchiliche indicate nelle immagini come R1 e R2 possono esserci anche idrogeni o gruppi arilici.
Tutte e tre le sintesi vengono condotte a caldo.

### Furano
Uno dei carbonili viene prima protonato dal catalizzatore acido, poi viene attaccato dalla forma enolica del secondo carbonile. Per disidratazione dell'emiacetale ottenuto si ottiene il furano.

### Pirrolo
Uno dei due carbonili viene attaccato dall'ammina per formare un emiamminale, il cui gruppo amminico attacca l'altro carbonile, formando un derivato del 2,5-diidrossitetraidropirrolo. Infine per disidratazione si ottiene il corrispondente pirrolo.
Se al posto di un'ammina si utilizza ammoniaca o idrossido di ammonio si ottiene il pirrolo non N-sostituito.

### Tiofene
La sintesi del tiofene avviene attraverso un meccanismo molto simile a quella del furano, con l’unica differenza che il dichetone viene prima convertito in tiochetone da un reagente solforante come il P2S5 o il reagente di Lawesson.
L’uscita di molecole d’acqua è facilitata dal fatto che gli agenti solforanti sono forti disidratanti.